# Vaxi jonesella
Vaxi jonesella là một loài bướm đêm trong họ Crambidae.